# より
| ウィキペディアには「より」という見出しの百科事典記事はありません（タイトルに「より」を含むページの一覧/「より」で始まるページの一覧）。 代わりにウィクショナリーのページ「より」が役に立つかもしれません。 |